# 陈金山 (1967年)
陈金山（1967年2月—），四川西充人，汉族，1988年毕业于北京化纤工学院（今北京服装学院），1994年加入中国共产党。中华人民共和国政治人物、第十三届全国人民代表大会重庆市代表。

## 生平
曾任重庆市长寿区委常委、副区长、常务副区长，綦江区委副书记、区长，沙坪坝区委副书记、区长，重庆市经济和信息化委员会党组书记、主任。
2018年，陈金山被选为重庆市出席第十三届全国人民代表大会代表。
2022年3月30日辭去重庆市人民政府副市长，並出任中共上海市委委员、常委。
工作期间先后在中国人民大学和四川大学学习，获工商管理硕士和经济学博士学位。
2022年4月28日，任自贸试验区临港新片区党工委书记、管委会主任。